# Fyr & Flamme
Fyr & Flamme är en dansk musikduo bestående av Jesper Groth och Laurits Emanuel Pedersen. De representerade Danmark i Eurovision Song Contest 2021 med låten "Øve os på hinanden".

## Karriär
Fyr & Flamme blev framgångsrika 2020 med deras debutsingel "Menneskeforbruger" som nådde etta på de danska topplistorna i september 2020. I december 2020 släppte gruppen sin andra singel "Kamæleon". I mars 2021 vann duon Dansk Melodi Grand Prix med låten "Øve os på hinanden" och blev därmed det danska bidraget till Eurovision Song Contest 2021. Det blev första gången sedan 1997 som Danmark skickade ett bidrag helt på danska till Eurovision Song Contest. Duon tävlade i den andra semifinalen med misslyckades med att kvalificera sig till finalen.

## Diskografi
| Titel                        | År   |
| ---------------------------- | ---- |
| Menneskeforbruger            | 2020 |
| Kamæleon                     | 2020 |
| Øve os på hinanden           | 2021 |
| Kæreste                      | 2021 |
| Hvem tror du egentlig du er? | 2022 |
| Mig der kalder               | 2022 |
| Her hos mig                  | 2022 |
| Kærlighed og krig            | 2023 |
| Julekys                      | 2023 |
| Næste lørdag                 | 2024 |